# Kedestes barberae
Kedestes barberae là một loài bướm ngày thuộc họ Hesperiidae. Nó được tìm thấy ở miền nam Africa, from the Cape Province to Zimbabwe, Lesotho, Transvaal, the Orange Free State và KwaZulu-Natal.
Sải cánh dài 26–33 mm đối với con đực và 29–38 mm đối với con cái. Subspecies bunta has one generation per year, with adults on wing in tháng 9. The other subspecies are on wing từ tháng 10 đến tháng 11 và from tháng 2 đến tháng 4 làm hai đợt.
Ấu trùng ăn Imperata cylindrica.

## Phụ loài
- Kedestes barberae barberae
- Kedestes barberae bonsa Evans, 1956 (vùng đất cỏ khô tây bắc East Cape và đông nam North Cape)
- Kedestes barberae bunta Evans, 1956 (ở Fynbos và các đụn cát duyên hải trên bán đảo Cape vàCape Flats cũng như West Cape)